# Balșa (gmina)
Balșa – gmina w Rumunii, w okręgu Hunedoara. Obejmuje miejscowości Almașu Mic de Munte, Ardeu, Balșa, Bunești, Galbina, Mada, Oprișești, Poiana, Poienița, Roșia, Stăuini, Techereu, Vălișoara i Voia. W 2011 roku liczyła 871 mieszkańców.